# Перуанский гамбит
Перуа́нский гамби́т — шахматный дебют, разновидность отказанного ферзевого гамбита. Начинается ходами: 

1. d2-d4 d7-d5 

2. c2-c4 e7-e6 

3. Kb1-c3 Kg8-f6 

4. Cc1-g5 c7-c5 

5. c4:d5 Фd8-b6.
Относится к закрытым началам.

## История
Этот относительно новый гамбит лишь недавно вошёл в турнирную практику. Впервые он встретился в партии Тартаковер — Каналь на международном турнире в Венеции в 1948 г. Своё название дебют получил в честь родины шахматиста, впервые сыгравшего данный вариант: Э. Каналь был перуанцем.

## Основные идеи
Смысл хода 5. …Фd8-b6 — жертвой пешки изменить ситуацию на доске, опередить соперника в развитии и постараться уже в ранней стадии партии перейти от оборонительных действий к наступательным. Несмотря на то, что форсированного опровержения варианта не найдено, столь ранний вывод ферзя вряд ли оправдан. Его явно недостаточно для получения полноценной контригры. Так, например, вариант 6.Cg5:f6 Фb6:b2 7. Лa1-c1 g7:f6 8.e3! ведет к перевесу белых.